# Президиум Правительства России
В статье приводятся сведения о составе Президиума Совета Министров РСФСР и Президиума (в 1991—1992 гг. — Коллегии) Правительства Российской Федерации с 1979 г.
В правительстве М. М. Касьянова (2000—2004), первом правительстве М. Е. Фрадкова (2004), втором правительстве М. Е. Фрадкова (2004—2007), правительстве В. А. Зубкова (2007—2008) и во втором правительстве Д. А. Медведева (2018—2020) президиум не образовывался.

## Первое правительство И. С. Силаева (1990—1991)
Законом РСФСР от 3 августа 1979 года «О Совете Министров РСФСР» было установлено, что в качестве постоянного органа Совета Министров РСФСР действует Президиум Совета Министров  в составе Председателя Совета Министров, его первых заместителей и заместителей, кроме того Совет Министров по представлению своего Председателя мог включить в Президиум других членов Правительства РСФСР.
Постановлением Совета Министров РСФСР от 29 ноября 1990 г. № 554 в состав Президиума включен Управляющий делами Совета министров РСФСР А. И. Третьяков.
Постановлением Совета Министров РСФСР от 19 декабря 1990 г. № 588 в состав Президиума включены: Министр сельского хозяйства и продовольствия РСФСР Г. В. Кулик, Председатель Государственного комитета РСФСР по экологии и природопользованию И. Т. Гаврилов, Председатель Государственного комитета РСФСР по делам науки и высшей школы Н. Г. Малышев, Председатель Государственного комитета РСФСР по экономике Г. И. Фильшин, Министр внутренних дел РСФСР В. П. Баранников, Министр иностранных дел РСФСР А. В. Козырев, Министр культуры РСФСР Ю. М. Соломин, Министр торговли РСФСР А. Ф. Хлыстов, Министр финансов РСФСР Б. Г. Федоров, Министр юстиции РСФСР Н. В. Федоров и Председатель Государственного комитета РСФСР по земельной реформе В. Н. Хлыстун.
Постановлением Совета Министров РСФСР от 28 декабря 1990 г. № 618 в состав Президиума включены Председатель Государственного комитета РСФСР по управлению государственным имуществом М. Д. Малей и Министр финансов РСФСР И. Н. Лазарев. Исключен из состава Президиума Б. Г. Федоров.
Постановлением Совета Министров РСФСР от 30 декабря 1990 г. № 628 в состав Президиума включены Министр внешних экономических связей РСФСР В. Н. Ярошенко и Министр печати и массовой информации РСФСР М. Н. Полторанин.
Постановлением Совета Министров РСФСР от 7 марта 1991 г. № 142 в состав Президиума включен Председатель Государственного комитета РСФСР по обороне и безопасности К.И. Кобец.

## Второе правительство И. С. Силаева (1991)
Указом Президента РСФСР от 16 августа 1991 г. № 58 для выработки рекомендаций по подготовке и предварительного рассмотрения проектов решений Совета Министров РСФСР создана Коллегия Совета Министров РСФСР в составе Председателя Совета Министров РСФСР, Первого заместителя и заместителей Председателя Совета Министров РСФСР, Министра экономики РСФСР, Министра финансов РСФСР, Министра юстиции РСФСР, Министра внутренних дел РСФСР, Министра сельского хозяйства и продовольствия РСФСР, Министра внешних экономических связей РСФСР, Председателя Государственного комитета РСФСР по материально-техническому обеспечению республиканских и региональных программ. Согласно закону «О Совете Министров РСФСР» одновременно продолжал существовать Президиум Совета Министров.

## Правительство Б. Н. Ельцина — Е. Т. Гайдара (1991—1992)
Указом Президента РСФСР от 6 ноября 1991 г. № 172 для выработки рекомендаций по подготовке и предварительному рассмотрению проектов решений Правительства РСФСР, а также для оперативного решения неотложных вопросов государственного управления создана Коллегия Правительства РСФСР под руководством Президента РСФСР в составе Первого заместителя Председателя Правительства РСФСР, заместителей Председателя Правительства РСФСР, Министра иностранных дел РСФСР, Министра внутренних дел РСФСР, Министра печати и средств массовой информации РСФСР, Председателя Комитета государственной безопасности РСФСР.
Распоряжением Президента РСФСР от 14 ноября 1991 г. № 85-рп в состав Коллегии Правительства РСФСР введен Министр юстиции РСФСР.
Указом Президента России от 12 мая 1992 г. № 503 в состав Коллегии Правительства Российской Федерации введены: Министр экономики РСФСР, Министр финансов РСФСР, Председатель Государственного комитета РСФСР по управлению государственным имуществом — Министр РСФСР.
Распоряжением Президента Российской Федерации от 5 ноября 1992 г. № 652-рп в состав Коллегии Правительства Российской Федерации введен Министр обороны Российской Федерации.

## Первое правительство В. С. Черномырдина (1992—1996)
Законом Российской Федерации от 22 декабря 1992 г. № 4174-I «О Совете Министров — Правительстве Российской Федерации» установлено, что в качестве постоянного органа Совета Министров Российской Федерации действует Президиум Совета Министров в составе Председателя Совета Министров, его первых заместителей, заместителей, министра финансов, министра экономики, министра иностранных дел, министра обороны, министра безопасности, министра внутренних дел, председателя Государственного комитета Российской Федерации по управлению государственным имуществом и Руководителя Аппарата Правительства Российской Федерации. В соответствии с законом, по представлению Председателя Совета Министров, Президент Российской Федерации мог включить в состав Президиума Совета Министров и других членов Правительства.
Указом Президента Российской Федерации от 16 марта 1993 г. № 349 в состав Президиума Совета Министров — Правительства включен Геращенко Виктор Владимирович — Председатель Центрального банка Российской Федерации.
После вступления в силу новой Конституции Российской Федерации (25 декабря), принятой на всенародном голосовании 12 декабря 1993 г., закон действовал в части, не противоречащей новой Конституции, а Совет Министров — Правительство преобразован в Правительство, в составе которого остались только Председатель Правительства, его заместители и федеральные министры.
Указом Президента Российской Федерации от 12 февраля 1994 г. № 295 в состав Президиума Правительства включен Шахрай Сергей Михайлович — Министр Российской Федерации по делам национальностей и региональной политике.

## Второе правительство В. С. Черномырдина (1996—1998)
Действовал Президиум Правительства, образованный на основании Закона Российской Федерации от 22 декабря 1992 г. № 4174-I «О Совете Министров — Правительстве Российской Федерации».
Указом Президента Российской Федерации от 23 сентября 1996 г. № 1389 в состав Президиума Правительства включен Меликьян Геннадий Георгиевич — Министр труда и социального развития Российской Федерации.
Указом Президента Российской Федерации от 14 апреля 1997 г. № 344 Меликьян Геннадий Георгиевич освобожден от должности Министра труда и социального развития Российской Федерации и выведен из состава Президиума Правительства.
Федеральным конституционным законом от 17 декабря 1997 г. № 2-ФКЗ «О Правительстве Российской Федерации» установлено, что для решения оперативных вопросов Правительство Российской Федерации по предложению Председателя Правительства может образовать Президиум Правительства. Закон вступил в силу по истечении десяти дней со дня его официального опубликования («Собрание законодательства Российской Федерации», № 51 от 22 декабря 1997 г.), с этого момента Закон Российской Федерации от 22 декабря 1992 г. № 4174-I «О Совете Министров — Правительстве Российской Федерации» считался утратившим силу.
До отставки правительства 23 марта 1998 г. президиум в соответствии с новым законом не образовывался.

## Правительство С. В. Кириенко (1998)
Постановлением Правительства Российской Федерации от 5 мая 1998 г. № 422 образован Президиум Правительства в составе:
1. Кириенко Сергей Владиленович — Председатель Правительства Российской Федерации
2. Немцов Борис Ефимович — Заместитель Председателя Правительства Российской Федерации
3. Сысуев Олег Николаевич — Заместитель Председателя Правительства Российской Федерации
4. Христенко Виктор Борисович — Заместитель Председателя Правительства Российской Федерации
5. Булгак Владимир Борисович — Министр науки и технологий Российской Федерации
6. Газизуллин Фарит Рафикович — Министр государственного имущества Российской Федерации
7. Задорнов Михаил Михайлович — Министр финансов Российской Федерации
8. Уринсон Яков Моисеевич — Министр экономики Российской Федерации

Постановлением Правительства Российской Федерации от 21 мая 1998 г. № 477 образован Президиум Правительства в составе:
1. Кириенко Сергей Владиленович — Председатель Правительства Российской Федерации
2. Немцов Борис Ефимович — Заместитель Председателя Правительства Российской Федерации
3. Сысуев Олег Николаевич — Заместитель Председателя Правительства Российской Федерации
4. Христенко Виктор Борисович — Заместитель Председателя Правительства Российской Федерации
5. Булгак Владимир Борисович — Министр науки и технологий Российской Федерации
6. Газизуллин Фарит Рафикович — Министр государственного имущества Российской Федерации
7. Задорнов Михаил Михайлович — Министр финансов Российской Федерации
8. Примаков Евгений Максимович — Министр иностранных дел Российской Федерации
9. Сергеев Игорь Дмитриевич — Министр обороны Российской Федерации
10. Степашин Сергей Вадимович — Министр внутренних дел Российской Федерации
11. Уринсон Яков Моисеевич — Министр экономики Российской Федерации

Постановлением Правительства Российской Федерации от 20 июля 1998 г. № 799 в состав Президиума Правительства введен Федоров Борис Григорьевич — Министр Российской Федерации — руководитель Государственной налоговой службы Российской Федерации.
Постановлением Правительства Российской Федерации от 24 июля 1998 г. № 842 в состав Президиума Правительства введен Маслюков Юрий Дмитриевич — Министр промышленности и торговли Российской Федерации.

## Правительство Е. М. Примакова (1998—1999)
Постановлением Правительства Российской Федерации от 1 октября 1998 г. № 1145 образован Президиум Правительства в составе:
1. Примаков Евгений Максимович — Председатель Правительства Российской Федерации
2. Густов Вадим Анатольевич — Первый заместитель Председателя Правительства Российской Федерации
3. Маслюков Юрий Дмитриевич — Первый заместитель Председателя Правительства Российской Федерации
4. Булгак Владимир Борисович — Заместитель Председателя Правительства Российской Федерации
5. Кулик Геннадий Васильевич — Заместитель Председателя Правительства Российской Федерации
6. Матвиенко Валентина Ивановна — Заместитель Председателя Правительства Российской Федерации
7. Газизуллин Фарит Рафикович — Министр государственного имущества Российской Федерации
8. Задорнов Михаил Михайлович — Министр финансов Российской Федерации
9. Иванов Игорь Сергеевич — Министр иностранных дел Российской Федерации
10. Сергеев Игорь Дмитриевич — Министр обороны Российской Федерации
11. Степашин Сергей Вадимович — Министр внутренних дел Российской Федерации
12. Шаповальянц Андрей Георгиевич — Министр экономики Российской Федерации

## Правительство С. В. Степашина (1999)
Постановлением Правительства Российской Федерации от 31 мая 1999 г. № 580 образован Президиум Правительства в составе:
1. Степашин Сергей Вадимович — Председатель Правительства Российской Федерации
2. Аксененко Николай Емельянович — Первый заместитель Председателя Правительства Российской Федерации
3. Христенко Виктор Борисович — Первый заместитель Председателя Правительства Российской Федерации
4. Клебанов Илья Иосифович — Заместитель Председателя Правительства Российской Федерации
5. Матвиенко Валентина Ивановна — Заместитель Председателя Правительства Российской Федерации
6. Щербак Владимир Николаевич — Заместитель Председателя Правительства Российской Федерации — Министр сельского хозяйства и продовольствия Российской Федерации
7. Черненко Андрей Григорьевич — Руководитель Аппарата Правительства Российской Федерации — Министр Российской Федерации
8. Иванов Игорь Сергеевич — Министр иностранных дел Российской Федерации
9. Касьянов Михаил Михайлович — Министр финансов Российской Федерации
10. Крашенинников Павел Владимирович — Министр юстиции Российской Федерации
11. Михайлов Вячеслав Александрович — Министр по делам федерации и национальностей Российской Федерации
12. Рушайло Владимир Борисович — Министр внутренних дел Российской Федерации
13. Сергеев Игорь Дмитриевич — Министр обороны Российской Федерации
14. Шаповальянц Андрей Георгиевич — Министр экономики Российской Федерации

Постановлением Правительства Российской Федерации от 2 июля 1999 г. № 736 в состав Президиума Правительства введен Лившиц Александр Яковлевич — Министр Российской Федерации.

## Первое правительство В. В. Путина (1999—2000)
Постановлением Правительства Российской Федерации от 26 августа 1999 г. № 1013 образован Президиум Правительства в составе:
1. Путин Владимир Владимирович — Председатель Правительства Российской Федерации
2. Аксененко Николай Емельянович — Первый заместитель Председателя Правительства Российской Федерации
3. Христенко Виктор Борисович — Первый заместитель Председателя Правительства Российской Федерации
4. Клебанов Илья Иосифович — Заместитель Председателя Правительства Российской Федерации
5. Матвиенко Валентина Ивановна — Заместитель Председателя Правительства Российской Федерации
6. Щербак Владимир Николаевич — Заместитель Председателя Правительства Российской Федерации
7. Иванов Игорь Сергеевич — Министр иностранных дел Российской Федерации
8. Касьянов Михаил Михайлович — Министр финансов Российской Федерации
9. Козак Дмитрий Николаевич — Руководитель Аппарата Правительства Российской Федерации — Министр Российской Федерации
10. Рушайло Владимир Борисович — Министр внутренних дел Российской Федерации
11. Сергеев Игорь Дмитриевич — Министр обороны Российской Федерации
12. Чайка Юрий Яковлевич — Министр юстиции Российской Федерации
13. Шаповальянц Андрей Георгиевич — Министр экономики Российской Федерации

Постановлением Правительства Российской Федерации от 12 ноября 1999 г. № 1237 в состав Президиума Правительства введен Кошман Николай Павлович — Заместитель Председателя Правительства Российской Федерации — полномочный представитель Правительства Российской Федерации в Чеченской Республике.
Постановлением Правительства Российской Федерации от 21 января 2000 г. № 54 утвержден Президиум Правительства в составе:
1. Путин Владимир Владимирович — Председатель Правительства Российской Федерации
2. Касьянов Михаил Михайлович — Первый заместитель Председателя Правительства Российской Федерации — Министр финансов Российской Федерации
3. Клебанов Илья Иосифович — Заместитель Председателя Правительства Российской Федерации
4. Кошман Николай Павлович — Заместитель Председателя Правительства Российской Федерации — полномочный представитель Правительства Российской Федерации в Чеченской Республике
5. Матвиенко Валентина Ивановна — Заместитель Председателя Правительства Российской Федерации
6. Христенко Виктор Борисович — Заместитель Председателя Правительства Российской Федерации
7. Шойгу Сергей Кужугетович — Заместитель Председателя Правительства Российской Федерации — Министр Российской Федерации по делам гражданской обороны, чрезвычайным ситуациям и ликвидации последствий стихийных бедствий
8. Щербак Владимир Николаевич — Заместитель Председателя Правительства Российской Федерации
9. Аксененко Николай Емельянович — Министр путей сообщения Российской Федерации
10. Иванов Игорь Сергеевич — Министр иностранных дел Российской Федерации
11. Козак Дмитрий Николаевич — Руководитель Аппарата Правительства Российской Федерации — Министр Российской Федерации
12. Рушайло Владимир Борисович — Министр внутренних дел Российской Федерации
13. Сергеев Игорь Дмитриевич — Министр обороны Российской Федерации
14. Чайка Юрий Яковлевич — Министр юстиции Российской Федерации
15. Шаповальянц Андрей Георгиевич — Министр экономики Российской Федерации

## Второе правительство В. В. Путина (2008—2012)
Постановлением Правительства Российской Федерации от 16 мая 2008 г. № 371 образован Президиум Правительства в составе:
1. Путин Владимир Владимирович — Председатель Правительства Российской Федерации
2. Зубков Виктор Алексеевич — Первый заместитель Председателя Правительства Российской Федерации
3. Шувалов Игорь Иванович — Первый заместитель Председателя Правительства Российской Федерации
4. Жуков Александр Дмитриевич — Заместитель Председателя Правительства Российской Федерации
5. Иванов Сергей Борисович — Заместитель Председателя Правительства Российской Федерации
6. Сечин Игорь Иванович — Заместитель Председателя Правительства Российской Федерации
7. Собянин Сергей Семёнович — Заместитель Председателя Правительства Российской Федерации — Руководитель Аппарата Правительства Российской Федерации
8. Кудрин Алексей Леонидович — Заместитель Председателя Правительства Российской Федерации — Министр финансов Российской Федерации
9. Голикова Татьяна Алексеевна — Министр здравоохранения и социального развития Российской Федерации
10. Гордеев Алексей Васильевич — Министр сельского хозяйства Российской Федерации
11. Козак Дмитрий Николаевич — Министр регионального развития Российской Федерации
12. Лавров Сергей Викторович — Министр иностранных дел Российской Федерации
13. Набиуллина Эльвира Сахипзадовна — Министр экономического развития Российской Федерации
14. Нургалиев Рашид Гумарович — Министр внутренних дел Российской Федерации
15. Сердюков Анатолий Эдуардович — Министр обороны Российской Федерации

Распоряжением Правительства Российской Федерации от 24 декабря 2008 г. № 1940-р в состав Президиума Правительства включен Басаргин Виктор Фёдорович — Министр регионального развития Российской Федерации
Распоряжением Правительства Российской Федерации от 27 апреля 2009 г. № 565-рп из состава Президиума Правительства исключен Гордеев А.В.; в 
состав Президиума Правительства включена Скрынник Елена Борисовна — Министр сельского хозяйства Российской Федерации
Распоряжением Правительства Российской Федерации от 29 января 2010 г. № 71-р в состав Президиума Правительства включен Хлопонин Александр Геннадиевич — Заместитель Председателя Правительства Российской Федерации
Распоряжением Правительства Российской Федерации от 17 ноября 2010 г. № 2052-р из состава Президиума Правительства исключен Собянин С.С.; в состав Президиума Правительства включен Володин Вячеслав Викторович — Заместитель Председателя Правительства Российской Федерации — Руководитель Аппарата Правительства Российской Федерации
Распоряжением Правительства Российской Федерации от 3 ноября 2011 г. № 1912-р из состава Президиума Правительства исключен Кудрин А.Л.
Распоряжением Правительства Российской Федерации от 3 февраля 2012 г. № 114-р в состав Президиума Правительства включены:
- Вайно Антон Эдуардович — Министр Российской Федерации — Руководитель Аппарата Правительства Российской Федерации
- Рогозин Дмитрий Олегович — Заместитель Председателя Правительства Российской Федерации
- Силуанов Антон Германович — Министр финансов Российской Федерации
- Сурков Владислав Юрьевич — Заместитель Председателя Правительства Российской Федерации

исключены из состава Президиума Правительства Володин В.В., Жуков А.Д. и Иванов С.Б.

## Первое правительство Д. А. Медведева (2012—2018)
Постановлением Правительства Российской Федерации от 25 мая 2012 г. № 512 образован Президиум Правительства Российской Федерации в составе:
1. Медведев Дмитрий Анатольевич — Председатель Правительства Российской Федерации
2. Шувалов Игорь Иванович — Первый заместитель Председателя Правительства Российской Федерации
3. Голодец Ольга Юрьевна — Заместитель Председателя Правительства Российской Федерации
4. Дворкович Аркадий Владимирович — Заместитель Председателя Правительства Российской Федерации
5. Козак Дмитрий Николаевич — Заместитель Председателя Правительства Российской Федерации
6. Рогозин Дмитрий Олегович — Заместитель Председателя Правительства Российской Федерации
7. Сурков Владислав Юрьевич — Заместитель Председателя Правительства Российской Федерации — Руководитель Аппарата Правительства Российской Федерации
8. Хлопонин Александр Геннадиевич — Заместитель Председателя Правительства Российской Федерации — Полномочный представитель Президента Российской Федерации в Северо-Кавказском федеральном округе
9. Абызов Михаил Анатольевич — Министр Российской Федерации
10. Белоусов Андрей Рэмович — Министр экономического развития Российской Федерации
11. Говорун Олег Маркович — Министр регионального развития Российской Федерации
12. Колокольцев Владимир Александрович — Министр внутренних дел Российской Федерации
13. Лавров Сергей Викторович — Министр иностранных дел Российской Федерации
14. Новак Александр Валентинович — Министр энергетики Российской Федерации
15. Сердюков Анатолий Эдуардович — Министр обороны Российской Федерации
16. Силуанов Антон Германович — Министр финансов Российской Федерации
17. Скворцова Вероника Игоревна — Министр здравоохранения Российской Федерации
18. Топилин Максим Анатольевич — Министр труда и социальной защиты Российской Федерации
19. Фёдоров Николай Васильевич — Министр сельского хозяйства Российской Федерации

Распоряжением Правительства Российской Федерации от 3 декабря 2012 г. № 2238-р в состав Президиума Правительства включены:
- Слюняев Игорь Николаевич — Министр регионального развития Российской Федерации
- Шойгу Сергей Кужугетович — Министр обороны Российской Федерации

исключены из состава Президиума Правительства Говорун О.М. и Сердюков А.Э.
Распоряжением Правительства Российской Федерации от 3 июня 2013 г. № 879-р в состав Президиума Правительства включён Заместитель Председателя Правительства Российской Федерации — Руководитель Аппарата Правительства Российской Федерации Приходько Сергей Эдуардович, исключён из состава Президиума Правительства Сурков В.Ю.
Распоряжением Правительства Российской Федерации от 29 июня 2013 г. № 1105-р в состав Президиума Правительства включён Министр экономического развития Российской Федерации Улюкаев Алексей Валентинович, исключён из состава Президиума Правительства Белоусов А.Р.
Распоряжением Правительства Российской Федерации от 9 сентября 2013 г. № 1609-р в состав Президиума Правительства включён Заместитель Председателя Правительства Российской Федерации — полномочный представитель Президента Российской Федерации в Дальневосточном федеральном округе Трутнев Юрий Петрович.
Распоряжением Правительства Российской Федерации от 17 мая 2014 г. № 836-р внесено изменение в Постановление Правительства Российской Федерации от 25 мая 2012 г. № 512 в части наименования должности члена Президиума Правительства Хлопонина А.Г. — Заместитель Председателя Правительства Российской Федерации.
Распоряжением Правительства Российской Федерации от 10 сентября 2014 г. № 1774-р исключён из состава Президиума Правительства Слюняев И.Н.
Распоряжением Правительства Российской Федерации от 13 мая 2015 г. № 864-р в состав Президиума Правительства включён Министр сельского хозяйства Российской Федерации Ткачёв Александр Николаевич, исключён из состава Президиума Правительства Фёдоров Н.В.
Распоряжением Правительства Российской Федерации от 20 октября 2016 г. № 2201-р в состав Президиума Правительства включён Заместитель Председателя Правительства Российской Федерации Мутко Виталий Леонтьевич.
Распоряжением Правительства Российской Федерации от 3 июня 2017 г. № 1149-р в состав Президиума Правительства включён Министр экономического развития Российской Федерации Орешкин Максим Станиславович, исключён из состава Президиума Правительства Улюкаев А.В.

## Первое правительство М. В. Мишустина (2020—2024)
Постановлением Правительства Российской Федерации от 27 марта 2020 г. № 347 образован Президиум Правительства Российской Федерации в составе:
1. Мишустин Михаил Владимирович — Председатель Правительства Российской Федерации
2. Белоусов Андрей Рэмович — Первый заместитель Председателя Правительства Российской Федерации
3. Абрамченко Виктория Валериевна — Заместитель Председателя Правительства Российской Федерации
4. Борисов Юрий Иванович — Заместитель Председателя Правительства Российской Федерации
5. Голикова Татьяна Алексеевна — Заместитель Председателя Правительства Российской Федерации
6. Григоренко Дмитрий Юрьевич — Заместитель Председателя Правительства Российской Федерации — Руководитель Аппарата Правительства Российской Федерации
7. Оверчук Алексей Логвинович — Заместитель Председателя Правительства Российской Федерации
8. Трутнев Юрий Петрович — Заместитель Председателя Правительства Российской Федерации — Полномочный представитель Президента Российской Федерации в Дальневосточном федеральном округе
9. Хуснуллин Марат Шакирзянович — Заместитель Председателя Правительства Российской Федерации
10. Чернышенко Дмитрий Николаевич — Заместитель Председателя Правительства Российской Федерации
11. Зиничев Евгений Николаевич — Министр Российской Федерации по делам гражданской обороны, чрезвычайным ситуациям и ликвидации последствий стихийных бедствий
12. Колокольцев Владимир Александрович — Министр внутренних дел Российской Федерации
13. Котяков Антон Олегович — Министр труда и социальной защиты Российской Федерации
14. Лавров Сергей Викторович — Министр иностранных дел Российской Федерации
15. Мантуров Денис Валентинович — Министр промышленности и торговли Российской Федерации
16. Мурашко Михаил Альбертович — Министр здравоохранения Российской Федерации
17. Решетников Максим Геннадьевич — Министр экономического развития Российской Федерации
18. Силуанов Антон Германович — Министр финансов Российской Федерации
19. Чуйченко Константин Анатольевич — Министр юстиции Российской Федерации
20. Шойгу Сергей Кужугетович — Министр обороны Российской Федерации

Министр Российской Федерации по делам гражданской обороны, чрезвычайным ситуациям и ликвидации последствий стихийных бедствий Евгений Зиничев погиб 8 сентября 2021 года.

## Второе правительство М.В. Мишустина (с 2024)
Постановлением Правительства Российской Федерации от 31 мая 2024 г. № 727 образован Президиум Правительства Российской Федерации в составе:
1. Мишустин Михаил Владимирович — Председатель Правительства Российской Федерации
2. Мантуров Денис Валентинович — Первый заместитель Председателя Правительства Российской Федерации
3. Голикова Татьяна Алексеевна — Заместитель Председателя Правительства Российской Федерации
4. Григоренко Дмитрий Юрьевич — Заместитель Председателя Правительства Российской Федерации — Руководитель Аппарата Правительства Российской Федерации
5. Новак Александр Валентинович — Заместитель Председателя Правительства Российской Федерации
6. Оверчук Алексей Логвинович — Заместитель Председателя Правительства Российской Федерации
7. Патрушев Дмитрий Николаевич — Заместитель Председателя Правительства Российской Федерации
8. Савельев, Виталий Геннадьевич — Заместитель Председателя Правительства Российской Федерации
9. Трутнев Юрий Петрович — Заместитель Председателя Правительства Российской Федерации — Полномочный представитель Президента Российской Федерации в Дальневосточном федеральном округе
10. Хуснуллин Марат Шакирзянович — Заместитель Председателя Правительства Российской Федерации
11. Чернышенко Дмитрий Николаевич — Заместитель Председателя Правительства Российской Федерации
12. Алиханов Антон Андреевич — Министр промышленности и торговли Российской Федерации
13. Белоусов Андрей Рэмович — Министр обороны Российской Федерации
14. Колокольцев Владимир Александрович — Министр внутренних дел Российской Федерации
15. Котяков Антон Олегович — Министр труда и социальной защиты Российской Федерации
16. Куренков Александр Вячеславович — Министр Российской Федерации по делам гражданской обороны, чрезвычайным ситуациям и ликвидации последствий стихийных бедствий
17. Лавров Сергей Викторович — Министр иностранных дел Российской Федерации
18. Мурашко Михаил Альбертович — Министр здравоохранения Российской Федерации
19. Решетников Максим Геннадьевич — Министр экономического развития Российской Федерации
20. Силуанов Антон Германович — Министр финансов Российской Федерации
21. Чуйченко Константин Анатольевич — Министр юстиции Российской Федерации